# Surapur Theh
Surapur Theh é uma aldeia no distrito de Shaheed Bhagat Singh Nagar, do estado de Punjab, Índia. Ela está localizada a 6 quilómetros de distância de Banga, a 17 quilómetros de Nawanshahr, a 10 quilómetros da sede do distrito Shaheed Bhagat Singh Nagar e a 110 quilómetros da capital Chandigarh. A aldeia é administrada por um Sarpanch, um representante eleito da aldeia.

## Demografia
De acordo com o censos de 2011, a aldeia tem um número total de 14 casas e uma população de 71 elementos, dos quais 39 são do sexo masculino e 32 são do sexo feminino de acordo com o relatório publicado pelo Censo da Índia em 2011. A taxa de alfabetização da aldeia é 74.24%, inferior à media do estado, que é de 75.84%. A população de crianças sob a idade de 6 anos é de 5, que é 7.04% da população total da aldeia, e a relação do sexo das criança é aproximadamente 1500, quando comparada à média do estado de Punjab de 846. De acordo com o relatório publicado pelo Censo da Índia em 2011, 23 pessoas estavam envolvidas em actividades de trabalho fora da população total da aldeia que inclui 23 homens e zero mulheres. De acordo com o relatório de pesquisa de censo de 2011, 100% dos trabalhadores descrevem seu trabalho como principal trabalho e nenhum dos trabalhadores estão envolvidos na actividade marginal, que fornece subsistência por menos de 6 meses.

## Transporte
A estação ferroviária de Banga é a estação de comboio mais próxima, no entanto, a estação ferroviária de Phagwara fica a 25 quilómetros de distância da aldeia. O Aeroporto de Sahnewal é o aeroporto doméstico mais próximo, encontrando-se a 54 quilómetros, em Ludhiana, e o aeroporto internacional mais próximo fica situado em Chandigarh. Outro aeroporto internacional, o Aeroporto Internacional Sri Guru Ram Dass Jee, é o segundo aeroporto internacional mais próximo, que fica a 145 quilómetros.